# تیتسیانا پینی
تیتسیانا پینی (ایتالیایی: Tiziana Pini؛ زادهٔ ۱۳ اوت ۱۹۵۸) بازیگر اهل ایتالیا است. وی در سال ۱۹۸۴ نامزد دریافت روبان نقره‌ای بهترین بازیگر نقش مکمل زن شد.
از فیلم‌ها یا برنامه‌های تلویزیونی که وی در آن نقش داشته‌است، می‌توان به قرعه‌کشی اشاره کرد.